# Monday Morning Apocalypse
Monday Morning Apocalypse – szósty album studyjny szwedzkiego zespołu Evergrey.

## Lista utworów
1. "Monday Morning Apocalypse" – 3:10
2. "Unspeakable" – 3:54
3. "Lost" – 3:13
4. "Obedience" – 4:13
5. "The Curtain Fall" – 3:09
6. "In Remembrance" – 3:33
7. "At Loss For Words" – 4:13
8. "Till Dagmar" – 1:40
9. "Still In The Water" – 5:17
10. "The Dark I Walk You Through" – 4:19
11. "I Should" – 4:51
12. "Closure" - 3:08 (dodatkowy utwór na limitowanej edycji)

## Twórcy

### Zespół
- Tom S. Englund – śpiew, gitara
- Henrik Danhage – gitara
- Michael Håkansson – gitara basowa
- Jonas Ekdahl – instrumenty perkusyjne
- Rikard Zander – instrumenty klawiszowe

### Goście
- Carina Englund – śpiew (żeński)
- Sigvard Järrebring - aranżacja instrumentów smyczkowych w utworze "In Remembrance"

## Pozycje na listach
| Lista  | Kraj    | Pozycja |
| ------ | ------- | ------- |
| Top 60 | Szwecja | 6       |